# Конкорд-Гіллс (Огайо)
Конкорд-Гіллс (англ. Concorde Hills) — переписна місцевість (CDP) в США, в окрузі Гамільтон штату Огайо. Населення — 644 особи (2020).

## Географія
Конкорд-Гіллс розташований за координатами 39°12′38″ пн. ш. 84°21′25″ зх. д. / 39.21056° пн. ш. 84.35694° зх. д. (39.210624, -84.357083).  За даними Бюро перепису населення США в 2010 році переписна місцевість мала площу 0,99 км², уся площа — суходіл.

## Демографія
Згідно з переписом 2010 року, у переписній місцевості мешкали 663 особи в 265 домогосподарствах у складі 178 родин. Густота населення становила 668 осіб/км².  Було 285 помешкань (287/км²).
Расовий склад населення:
| - 92,8 % — білих - 3,9 % — азіатів - 1,5 % — чорних або афроамериканців |

До двох чи більше рас належало 1,5 %. Частка іспаномовних становила 3,5 % від усіх жителів.
За віковим діапазоном населення розподілялося таким чином: 25,8 % — особи молодші 18 років, 50,4 % — особи у віці 18—64 років, 23,8 % — особи у віці 65 років та старші. Медіана віку мешканця становила 49,0 року. На 100 осіб жіночої статі у переписній місцевості припадало 83,7 чоловіків;  на 100 жінок у віці від 18 років та старших — 82,2 чоловіків також старших 18 років.
Середній дохід на одне домашнє господарство  становив 297 457 доларів США (медіана — 211 000), а середній дохід на одну сім'ю — 354 140 доларів (медіана — 224 500). 
Цивільне працевлаштоване населення становило 302 особи. Основні галузі зайнятості: освіта, охорона здоров'я та соціальна допомога — 30,5 %, виробництво — 23,2 %, науковці, спеціалісти, менеджери — 16,9 %, фінанси, страхування та нерухомість — 11,9 %.